# Heinz Riech
Heinz Riech (* 5. Juli 1922 in Adlig Kermuschienen, Ostpreußen; † 11. Januar 1992 in Bad Rothenfelde) war ein deutscher Filmkaufmann aus Freckenhorst.

## Leben
Nach dem Zweiten Weltkrieg arbeitete er als Wanderkinobetreiber und eröffnete mit dem Schloßtheater 1955 sein erstes ortsfestes Filmtheater in Münster. Riech übernahm erst einzelne Filmtheater, mit denen er eine kleine Kinokette aufbaute, später dann komplette Kinoketten. So übernahmen die Filmtheaterbetriebe Heinz Riech die Olympic-Filmtheaterbetriebe (17 Kinos) und 1971 von Bertelsmann die Ufa-Theater AG (35 Kinos) für 43 Mio. DM, unter deren Namen das Unternehmen zukünftig firmierte.
Zu dem Zeitpunkt der Übernahme der Ufa war der Zustand der Kinobranche in Deutschland äußerst desolat. Viele Häuser waren unrentabel, da sie zu einer Hoch-Zeit des Kinos, in den 50er Jahren, gebaut worden waren und für den mittlerweile geringeren Publikumszuspruch überdimensioniert waren.
Riech begegnete dieser Krise mit einem Coup, für den er besonders von Filmliebhabern viel kritisiert wurde: der Einführung des sogenannten Schachtelkinos. Hierzu wurde ein bestehender Kinosaal in mehrere kleinere „Kinos“ aufgeteilt, welche innerhalb der Branche Abspieleinheiten hießen.
Durch die Teilung der Kinosäle zu sogenannten Kinocentern erreichte Riech eine größere Flexibilität im Abspiel. Ein Erfolgsfilm konnte bei nachlassendem Zuschauerinteresse in immer kleinere Kinos übernommen werden – somit konnte der Film maximal ausgewertet werden, ohne vor leerem Haus laufen zu müssen. Die Leidtragenden dieser Praxis waren die Nachaufführungstheater, also Kinos in den Stadtteilen und auf dem Lande. Da Riech die Nachaufführungstermine in seinen Centern quasi mitversorgte, mussten viele kleinere Kinos schließen.
Da das Geschäft mit den Kinocentern boomte, konnte Riechs Ufa ständig weiter expandieren. Zum Zeitpunkt seines Todes 1992 waren es 453 Kinos in 67 deutschen Städten – somit war Heinz Riech zu dieser Zeit Europas größter Kinobetreiber. Zu seinem Theaterpark gehörten auch große, repräsentable und geschichtsträchtige Kinos wie das Passage Kino, Streit’s Filmtheater, das Grindel und der Ufa-Palast am Gänsemarkt (alle vier in Hamburg), der Royal Palast, das Marmorhaus und die Filmbühne Wien in (West-)Berlin, der Ufa-Palast und das Capitol am Ring in Köln sowie das Royal (ehemals MGM) in Frankfurt am Main. Der wirtschaftliche Erfolg des Kinokönigs in den 70er und 80er Jahren gilt als unbestritten.
Was die geschäftlichen Methoden, mit denen dieser erreicht wurde, angeht, geriet er mehrfach in die Kritik. So machte Riech beispielsweise 1985 national Schlagzeilen, als er zur Verhinderung der Gründung eines Betriebsrates mehrere Kinos in Freiburg im Breisgau kurzerhand schloss und wenige Wochen später durch eine weitere zur Ufa gehörige Firma wiedereröffnete. 1989 verhängte das Kartellamt hohe Geldstrafen über Riech, einen weiteren Kinobetreiber sowie zwei Filmverleiher, nachdem diese durch Absprachen einen Mitbewerber in Karlsruhe von Filmlieferungen ausgeschlossen hatten.
Eine besondere Herausforderung sah Riech nach der Deutschen Wiedervereinigung. In Paketen erwarb er von der Treuhandanstalt Filmtheater in der ehemaligen DDR. Hierdurch kam viel Arbeit auf die Ufa zu, da dieser neue Theaterpark auf den neuesten Stand zu bringen war. Die Vollendung erlebte Riech jedoch nicht mehr, er verstarb am 11. Januar 1992. Die Geschäftsführung der Ufa-Theater AG übernahm sein einziger Sohn Volker Riech.